# Дифузіонізм
Дифузіоні́зм (від лат. diffusio — «розлиття, розтікання, проникнення») — напрям в соціальній антропології, етнології, культурології, археології та соціології, в основі якого покладена ідея поширення культурних явищ через контакти між народами — торгівлю, переселення, завоювання; орієнтація в науках про культуру, яка розвинулася на початку XX ст., приписує культурній дифузії (проникнення творів культури з одних галузей в інші) особливе значення в процесі зміни та розвитку культур; дослідження історії й наслідків культурних запозичень. Вперше науково обґрунтував цю теорію «батько етнології» Хосе де Акоста (1590) на прикладі розселення індіанців Америки.
Згідно з дифузіонізмом, в основі культурного розвитку лежать процеси запозичення і поширення культури з одних центрів до інших, і тому кожна з культур не обов'язково має проходити абсолютно всі еволюційні стадії, як то вважали еволюціоністи.
Представники: Г. Тард (1843—1904, Франція), Ф. Боас (1858—1942, США), Ф. Ґребнер (1877—1934, Німеччина), Ф. Ратцель, В. Перрі, А. Анкерман, Л. Фробеніус та ін.

## Основні положення
Представники цього напряму вважають головним змістом історичного процесу дифузію, контакт, зіткнення, запозичення, перенесення культур. Важливою особливістю розглянутого підходу є аналіз просторових і часових характеристик культур, що являє собою конкретизацію об'єкта дослідження, порівняно з еволюціонізмом. У певному сенсі дифузіонізм можна розглядати як спробу замінити ідею прогресивного розвитку принципом просторово-часового переміщення окремих елементів культури або їх комплексів.
Дифузіоністи, а саме Еліот Сміт та Фріц Гребнер заперечували, що істота є винахідливою. На противагу еволюціоністам, існувала думка про те, що абсурдно вважати, що кожне суспільство існує незалежно. Адже дика людина ніколи й нічого не відкривала. Звідси слідує, що дифузіоністи ґрунтували свої теорії на тому, що ідеї та культурні риси переміщуються, передаються з одного континенту на інший і поширюються по всьому світі шляхом міграції та торгівлі. Винахід — це унікальне явище, яке «дифузіонує» в інші суспільства. Науковці цієї теорії стверджували, що цей процес зовсім не новий, а існував упродовж всієї історії людства. У певному сенсі дифузіонізм можна розглядати як спробу замінити ідею прогресивного розвитку принципом просторово-часового переміщення окремих елементів культури або їх комплексів.
Дифузіонізм був поширений у Скандинавських країнах у вигляді історико-географічного спрямування, у Німеччині — як вчення про «культурні кола» (культурно-історична школа), в США цей напрямок існував під назвою «age-and-area» (вік/час і простір). Іноді дифузіоністську тенденцію в дослідженні культур називають теорією культурних ареалів. В Англії концепція взаємовпливу культур розроблялася в рамках геліолітичної школи, відомої також як гіпердифузіонізм. У 50-ті роки XX ст. і до початку XXI ст. ідеї дифузіонізму розвивав у своїх роботах, мабуть, один з найвідоміших антропологів норвежець Тур Хеєрдал.
Взагалі, про цю течію можна сказати, що вона не є школою, а скоріше є реакцією на деякі проблеми еволюціоністів. В принципі основна ідея дифузіонізму була правомірною і продуктивною. На противагу абстрактному розгляду культур, який існував в еволюціонізмі, дифузіоністи поставили питання про конкретно-історичні зв'язки й взаємовпливах культур різних народів. У дослідженнях дифузіоністів відпрацьовувалися прийоми аналізу, порівняння, пошуку подібних моментів у частинах, що складають культуру. Саме дифузіоністи досліджували питання про просторово-часові характеристики культур.
Згідно з дифузіонізмом, в основі культурного розвитку лежать процеси запозичення і поширення культури з одних центрів до інших, і тому кожна з культур не обов'язково має проходити абсолютно всі еволюційні стадії, як то вважали еволюціоністи. Дифузіонізм насамперед звертався до вивчення процесів акультурації, культурних взаємодій, розкриття механізмів засвоєння культурних досягнень інших народів, що для деяких культур створює можливість пропускати певні (необхідні, за еволюціонізмом) стадії розвитку. До засобів поширення культури дифузіоністи відносили завоювання, колонізацію, торгівлю, міграцію, добровільне наслідування та внутрішньо-системні фактори розвитку.

### Механізми дифузіонізму
- Прямий дифузіонізм відбувається з причини близькості двох культур, у наслідок таких міжкультурних процесів як шлюб, торгівля, або навіть війна.
- Примусовий дифузіонізм відбувається тоді коли одна культура підпорядковує (перемагає або поневолює) іншу культуру і змушує переймати свої звичаї поневолений народ.
- Непрямий дифузіонізм відбувається, коли певні культурні надбання, передаються від однієї культури, через посередника до іншої культури.

## Історія

### Антропогеографічна школа та зародження дифузіонізму
Засновником дифузіонізму був німецький дослідник Фрідріх Ратцель (1844—1904). Свою концепцію культури він виклав у багатотомних дослідженнях: «Антропогеографія» (1882—1891) і «Народознавство» (1885—1895). Головний предмет вивчення Ф. Ратцеля — географічне поширення предметів матеріальної культури (етнографічних предметів, за його термінологією) і відповідне поширення народів — носіїв цих предметів. З факту географічного розташування та переміщення етнографічних предметів робився висновок про просторове поширення культур, про спорідненість та походження останніх. Ф. Ратцель виділяв два способи переміщення елементів культури:
- повне і швидке перенесення не окремих речей, а всього культурного комплексу; цей варіант, використовуючи термінологію американських вчених, він називав акультурацією;
- переміщення окремих етнографічних предметів від одного народу до іншого.

У працях Фрідріха Ратцеля сформульовані основні положення дифузіонізму як напряму у вивченні культур: акцент на взаємовплив культур; їх зміни шляхом запозичення; ідея про якийсь один або кількох центрах, з яких почався розвиток людства. Основний об'єкт дослідження — предмети матеріальної культури (етнографічні предмети), що утворюють певну цілісність у просторі та часі (культурне коло). Ратцель відводив людині другорядну роль (носій етнографічних предметів) і припускав відносну незалежність культури від нього.
Дифузіонізм був поширений у Скандинавських країнах у вигляді історико-географічного напряму, в Німеччині — як вчення про «культурні кола» (культурно-історична школа), в США цей напрямок існував під назвою «age-and-area» (вік / час і простір). Іноді дифузіоністську тенденцію в дослідженні культур називають теорією культурних ареалів. В Англії концепція взаємовпливу культур розроблялася в рамках геліополітичної школи, відомої також як гіпердифузіонізм. У 50-і роки XX в. і аж до теперішнього часу ідеї дифузіонізму розвиває у своїх роботах, мабуть, один з найвідоміших антропологів норвежець Т. Хеєрдал.

### Гіпердифузіонізм (панегіптизм)
Завершеної форми дифузіонізм в Англії набув у працях Г. Еліота Сміта  і У. Дж. Перрі. Напрямок у вивченні культур, пов'язаний з іменами цих дослідників, нерідко називають «гіпердифузіонізмом» або «панегіптизмом», що обумовлено колом їхніх інтересів, а саме вивченням культури Стародавнього Єгипту. Г. Елліот Сміт, досліджуючи культуру Стародавнього Єгипту і межуючих з ним культур, звернув увагу на схожість низки ознак давньоєгипетської культури (наприклад, техніка муміфікування) з культурою інших народів, в тому числі розташованих в інших частинах світу. Порівняльний аналіз загальних моментів у культурах різних народів навів Р. Еліота Сміта до висновку про те, що явища культури, зародившись у Давньому Єгипті біля IX—VIII ст. до н. е., поширилися по всьому світу, перш за все в східному напрямку: через Аравію і Перську затоку, Індію і Цейлон — до Індонезії, потім далі на схід — до Океанії. З Океанії елементи первинної культури потрапили через північну частину Тихого океану в Америку.
Первинний комплекс архаїчної культури, за Еліотом Смітом, — це звичай споруджувати мегалітичні пам'ятники, муміфікація трупів, культ сонця і змії, а також ткацтво, звичаї деформації черепа, обрізання, пробивання і розтягування вух, кувада (імітація пологів у чоловіків). Таким чином, культура, на думку Сміта, з'явившись в Давньому Єгипті, поширилася по всьому світу. Подібні погляди на розвиток культури Г. Елліот Сміт обґрунтував у книгах «Міграція ранньої культури» (1915) і «Людська історія» (1930).

### Культурна морфологія Л. Фробеніуса
Прихильником дифузіоністської теорії був фахівець по африканських культурах Лео Фробеніус. У його побудовах на перше місце виходила сама культура, а людина, як її носій, відходила на другий план. У його варіанті культурні кола називалися культурними провінціями, що характеризуються головним чином сукупністю матеріальних предметів, аналогічних теорії Гребнера. Варто відзначити майже містичний складник поняття «культура» у Фробеніуса. Він порівнював культуру з органічною істотою, яка народжується, потребує їжі, має «душу»; при цьому культуру можна «пересадити» в інший ґрунт (інші природні умови), де її розвиток піде іншим шляхом тощо. Людина ж у Фробеніуса є лише її «носієм», продуктом (об'єктом) культури, але не її творцем. Фробеніус також є автором концепції про два типи культур — хтонічно-хамітично-матріархальної й телурично-ефіопсько-патріархальної, пізніше він замінює їх на культуру Сходу і культуру Заходу. Першій притаманне «печерне» почуття, нерухомість, ідея фатальної (непереборної) долі, а «Заходу» — «почуття далекого», динамічність, ідея особистості та свободи.
Дослідний інститут морфології культури, заснований Фробеніусом, існує і донині.
Близьким до дифузіонізму є поняття «культурний ендосмос», з позицій якого культурний розвиток пояснюється насамперед безперервними взаємовпливами народів.

## Еволюціонізм і дифузіонізм
Еволюційний напрям в етнології є прямим відображенням біологічного еволюціонізму. Західна цивілізація представляється як найбільш просунутий етап еволюції людського суспільства, а первісні групи — як «пережитки» попередніх етапів. Однак ситуація не є настільки простою: ескімоси, вправні у виготовленні знарядь, дуже примітивні з точки зору їхньої соціальної організації; в Австралії ж спостерігається зворотне становище. Неоеволюционізму Леслі Уайта теж не вдається подолати ці труднощі: адже якщо запропонований ним критерій — середня кількість енергії, що припадає в кожному суспільстві на душу населення, відповідає ідеалу, прийнятому в певні періоди й в певних областях західної цивілізації, то важко зрозуміти, яким чином користуватися подібним критерієм для величезної більшості людських суспільств, де запропонована категорія видається, щонайменше, позбавленою сенсу.
Думки еволюціонізму і дифузіонізму мають багато спільного. Щобільше, Тейлор сформулював і застосував одночасно становище обох шкіл. Обидві вони подібні й в тому, що ухиляються від методів, застосовуваних істориками. Історик завжди займається вивченням індивідуальних явищ (хай то особистості чи події) або груп явищ, відокремлених завдяки їх місцю у просторі та часі. Дифузіоніст, своєю чергою, може роздробити типи, запропоновані компаративістами, щоб спробувати відновити індивідуальні явища на підставі фрагментів, запозичених з цих різних категорій. Однак йому вдасться відтворити лише псевдоіндивідуальне явище, оскільки в цьому випадку просторові й тимчасові координати будуть залежати від того, яким чином були вибрані та скомпоновані між собою різні елементи, і тому вони не надають об'єкту реальної єдності. Культурні «кола» або «шари» дифузіоністів, так само як і «стадії» еволюціоністів, являють собою результат абстрагування, якому завжди буде не вистачати остаточних доказів його правоти. Їхня історія носить лише умоглядний характер. Але завжди дозволено будувати гіпотези, і принаймні в деяких випадках передбачувані джерела виникнення явища і шляхи його поширення мають дуже високу ймовірність. Проте, надійність подібних досліджень сумнівна, тому що вони нам нічого не повідомляють про втілення в конкретиці індивідуального або колективного досвіду. Дослідження подібних процесів представляється, одним з основних завдань, що стоять як перед етнографом, так і перед істориком.